# Belmopan
Belmopan (in de officiële taal Engels Belmopan, in de volkstaal Spaans Belmopán) is de hoofdstad van Belize in Midden-Amerika. De stad is met 12.300 inwoners een van de kleinste hoofdsteden ter wereld.
Belmopan bevindt zich op een hoogte van 76 meter boven zeeniveau, net ten oosten van de Belize-rivier, tachtig kilometer van de voormalige hoofdstad Belize City. De stad ligt in het district Cayo, waarvan het sinds 1990 de hoofdstad is.

## Geschiedenis
De stad werd gebouwd nadat Belize City door orkaan Hattie in 1961 zo goed als vernietigd werd. Men vond het hebben van een hoofdstad op zeeniveau te riskant en besloot tot de bouw van een nieuwe hoofdstad in het geografische centrum van het land. De overheidsorganen werden in 1970 verplaatst naar Belmopan; vanaf dat moment is de stad de hoofdstad van het land.
Tot 2000 werd Belmopan bestuurd door de overheidsdienst Reconstruction and Development Corporation. In 1999 werd een referendum gehouden over de vraag of er een gemeenteraad moest komen, welke vraag bevestigend werd beantwoord. In 2000 werd dan de gemeenteraad geïnstalleerd. Sinds 2015 is Khalid Belisle burgemeester.

## Partnersteden
- Lansing (Verenigde Staten)

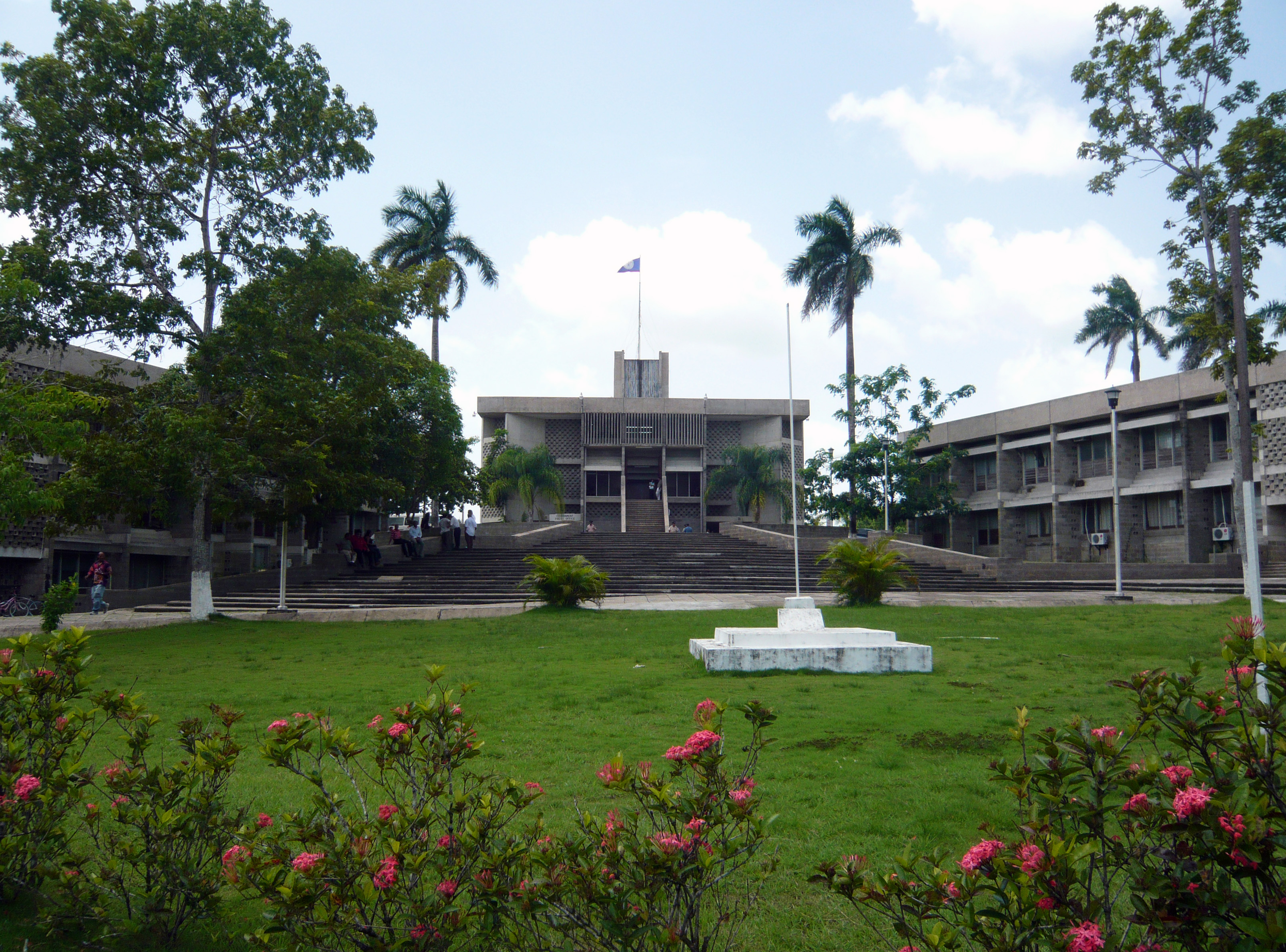
Parlementsgebouw van Belize in Belmopan